# Aminum
Aminum, rey de Assur. Consta en las listas reales como hijo y sucesor de Ila-Kabkabi.
Aunque algunos historiadores piensan que sería el padre de Sulili (por la identificación de un ancestro de nombre Enlil-Kapkapi o Bel-kap-kapu con Ila-Kabkabu, que parece poco probable), las posibles fechas cronológicas lo harían incompatible. Sulili debería ser muy anterior. 
Un sello del museo del Louvre contiene la inscripción de que pertenecía a un siervo de Aminum. El nombre también se menciona en una carta de Mari.
Aminum sería hermano de Shamshiadad I, aunque este parentesco es discutido. 
| Predecesor: Ila-Kabkabi | Rey de Asiria h. 2000 a.c. | Sucesor: Sulili |